# Иван Чарота
Иван Алексеевич Чарота (на беларуски: Іван Аляксеевіч Чарота; Лишчики, 16 септември 1952 — 7 ноември 2024) е беларуски литературен критик, славист, критик, историк на културата, преводач, общественик. Чарота е доктор на филологическите науки (1998) и професор (1999). Лауреат на наградата на Република Беларус „За духовно възраждане“ (2003). Чуждестранен член на Сръбската академия на науките и изкуствата (2009). Член е на Асоциацията на писателите в Беларус, на Руската асоциация на писателите и на Сръбската асоциация на писателите (1985).

## Биография
Иван Чарота е роден на 16 септември 1952 г. в село Лишчики, област Кобрин, град Брест, съветска Беларус.
От 1969 до 1974 г. учи на катедрата по руски език и литература във Филологическия факултет на Беларуския държавен университет. След завършване на обучението си той работи като учител три години в гимназията в Паляцкишко в област Воронов, област Гродно. През 1977. той е нает от Беларуски държавен университет като преподавател – старши преподавател, доцент, след което след защита на докторска дисертация (проучванията продължават от 1991 до 1994), той става ръководител на новосформираната Катедра по славянознание (словенска литература). Чарота защитава „кандидатската“ дисертация „Творчество М.А.Шолохова и литературный процесс Югославии (1956 – 1986)“ в Института в Ленинград 1986), и докторската му дисертация – „Беларуская літаратура ХХ стагоддзя і працэсы нацыянальнага самавызначэння“ в Беларуския държавен университет, Минск, 1998. година.

## Научни трудове и книги
Иван Алексеевич Чарота съсредоточи научните си интереси върху литературата и културата на словенските народи. Изследвайки техните генетични, типологични и специфични връзки, той става водещият югослав на Беларус, изключително уважаван специалист в областта на сравнителната литература и културологията, автор на около 600 научни труда, включително книги: „Беларуская савецкая літаратура за мяжой“ (Мінск, 1988 – у сааўтарстве), „Пошук спрадвечнай існасці: Беларуская літаратура ХХ стагоддзя ў працэсах нацыянальнага самавызначэння“ (Мінск, 1995), „Сербская Праваслаўная Царква“ (Мінск, 1998), „Беларуская мова і Царква“ (Мінск, 2000), „Косовская битва продолжается“ (Мінск, 2000), „Антологиjа белоруске поезиjе“, (Белград: 1993; 2-е выданне – 2012), „Югаславянскія казкі“ (Мінск, 1999), «Антологиjа лирике источних Словена” (Белград, 2000), „Насустрач Духу. Анталогія беларускай хрысціянскай паэзіі“ (Мінск, 2001), „Насустрач Духу. Анталогія беларускай хрысціянскай прозы“ (Мінск, 2002), „Слово и Дух. Антология русской духовной поезии ХХ –ХХ вв.“ (Минск, 2003, 2005, 2010), „Ні на небе, ні на зямлі.Казкі славянскіх народаў“ (2013), „Српска књижевност. Антологија текстова. Књ.І-V“ (Мінск, 2002 – 2007 – на сербскай мове), „Тэорыя і практыка мастацкага перакладу“ (Мінск, 2012), „Испод крила роде. Антологиjа савремене белоруске поезиjе“ (Подгорица, 2014), „Беларусы пра Сербію-Югаславію“ (Мінск, 2015, « Белорусија и Србија: Трагом узајамног упознавања и деловања“(Шабац, 2016).

## Научно-методическа сфера
Професор Иван Чарота е член на 11 периодични издания (6 страници), научен съветник на Беларуската енциклопедия; Секретар на Библейската комисия на Беларуската екзархия на Руската православна църква и изпълнителен редактор на списание „Православие“ (Праваслаўе).
В областта на науката и методологията професорът е съставил следните наръчници: „Советская литература в связях и взаимодействиях: Начала сравнительного и системного анализа“ (Мінск, 1989), „Мастацкі пераклад на беларускую мову: Асновы тэорыі і практычныя рэкамендацыі“ (Мінск, 1997), „Югаславянскія літаратуры і культуры“ (Мінск, 1999 – у сааўтарстве), Праграма „Гісторыя славянскіх літаратур“ (2000), „Гісторыя сербскай літаратуры. Практыкум“ (2007).

## Преводаческа работа
Чарота е член на Асоциацията на писателите на СССР (тоест на Асоциацията на писателите на Беларус), както и на Русия и Сърбия; активно се появява в пресата като литературен критик, критик, есеист, публицист. Повече от двадесет и пет години той е начело на Бюрото за художествен превод и литературни отношения на Асоциацията на писателите в Беларус и превежда от сръбски, хърватски, словенски, македонски, полски и други езици на беларуски и руски, както и от беларуски и руски на сръбски. Неговите постижения включват: над 1200 печатни превода, включително над 70 издания на книги, включително произведения на известни писатели, като: Павел Сръбски, Николай Велимирович, Юстин Попович, Марко Маркович, Тадей Штрбулович, Иво Андрич, Бранислав Нушич, Раде Драинац, Добрица Косич, Невена Витошевич Чеклич, Зоран Гаврилович, Мира Радоевич, Любодраг Димич, Момир Лазич, Драган Лакичевич, Драгослав Михайлович, Гроздана Олуич, Горан Петрович, Лиляна Хабянович Джурович, Бено Зупанчич, Прежихов Воранц, Йосип Юрчич, Драго Янчар и други. Основател, компилатор и преводач на серии: „Сербскае багаслоўе ХХ стагоддзя“ в рамките на които вече са публикувани повече от четиридесет книги. Сборник сръбски народни приказки, от проф. Чарота в превод на беларуски: ”Мовы ўсяго жывога: Сербскія народныя казкі” (Мінск: Мастацкая літаратура, 2007.) Книга беше обявена за най-красивата книга в Беларус в областта на превода 2008. година и получил Националната награда.
Чарота е един от основателите на „Комитета за подкрепа на сърбите и черногорците“ и обществената организация „Беларус – сестра на Сърбия“, изпълняващият длъжността вицепрезидент на обществото „Беларус – Югославия“, президентът на обществото „Беларус – Сърбия и Черна гора“.

## Награди
- Награда на Република Беларус „За духовно възраждане“ (2003)
- Международна награда на К. Острошки (Полша, 1999)
- Международната награда на Фьодор Достоевски (Сърбия, 2007) (присъдена 2012)
- Сръбска асоциация на писателите (2000)
- Награда на списание „Збиља / Reality“ (СРЮ, Белград, (2000, 2006);
- Международна Православна литературна награда „„Богородица с три ръце“ (сръбска фондация Иванка Милошевич – (Чикаго, САЩ, 2011)
- Международна литературна награда на Раде Драинац (Сърбия, 2014)
- Международна награда на фондация Карик (Сърбия, 2014)
- Орден на преподобния Сергей Радонешки 3-та степен (Руска православна църква, 2002)
- Възпоменателен медал на Словашката писателска асоциация (2003)
- Орден на Свети Сава 3-та степен (СПЦ, 2004)
- Златният знак на културно-просветната общност на Сърбия, (2008)
- Орден на Св. Кирил Туровски от 2-ра степен (Беларуска православна църква, 2012)
- Сребърен медал за заслуги (Сърбия, 2014)
- Медал Александър Пушкин (Руска Федерация, 2015).[7]
- Награда на Република Беларус „За духовно възраждане“ (2019)[8]